# بلک‌واتر، شهرستان لی، ویرجینیا
بلک‌واتر (به انگلیسی: Blackwater) یک منطقهٔ مسکونی در ایالات متحده آمریکا است که در شهرستان لی، ویرجینیا واقع شده‌است. بلک‌واتر ۳۷۰٫۹۵ متر بالاتر از سطح دریا واقع شده‌است.